# باغ‌وحش شیشه‌ای (فیلم ۱۹۵۰)
باغ‌وحش شیشه‌ای (به انگلیسی: The Glass Menagerie) فیلمی به کارگردانی اروینگ رپر است که در سال ۱۹۵۰ منتشر شد. از بازیگران آن می‌توان به جین وایمن، کرک داگلاس، گرترود لارنس و آرتور کندی اشاره کرد.